# Lass die Sonne in dein Herz
Chansons représentant l'Allemagne au Concours Eurovision de la chanson
Über die Brücke geh'n
(1986) Lied für einen Freund (en)
(1988)
Singles de Wind
Jeder hat ein Recht auf Liebe
(1987) 1001 Nachtgefühl
(1987)
Lass die Sonne in dein Herz (« Laisse le soleil dans ton cœur ») est une chanson du groupe allemand Wind, parue sur l'album éponyme et sortie en single en 1987. C'est la chanson représentant l'Allemagne au Concours Eurovision de la chanson 1987.
La chanson a également été enregistré par le groupe en anglais sous le titre Let the Sun Shine in Your Heart.

## À l'Eurovision

### Sélection
Après avoir remporté la finale nationale Ein Lied für Brüssel le 26 mars 1987, Lass die Sonne in dein Herz est la chanson sélectionnée pour représenter l'Allemagne au Concours Eurovision de la chanson 1987 le 9 mai à Bruxelles, en Belgique.

### À Bruxelles
La chanson est intégralement interprétée en allemand, langue officielle de l'Allemagne, comme l'impose la règle de 1977 à 1998. L'orchestre est dirigé par Laszlo Bencker.
Lass die Sonne in dein Herz est la seizième chanson interprétée lors de la soirée du concours, suivant Les mots d'amour n'ont pas de dimanche de Christine Minier pour la France et précédant Áspro-mavro (en) d'Alexia pour Chypre.
À l'issue du vote, elle obtient 141 points et se classe 2e sur 22 chansons, derrière la chanson lauréate à 172 points Hold Me Now de Johnny Logan pour l'Irlande,.

## Liste des titres
| A. | Lass die Sonne in dein Herz | Bernd Meinunger | Ralph Siegel   | 3:02 |
| B. | Immer dabei                 | Werner Schüler  | Rainer Pietsch | 4:31 |

| A1. | Let the Sun Shine in Your Heart (Lass die Sonne in dein Herz) | Bernd Meinunger, Richard Palmer-James                 | Ralph Siegel   | 3:02 |
| A2. | 'Cause of You                                                 | Bernd Meinunger, Werner Schüler, Richard Palmer-James | Rainer Pietsch | 4:16 |
| B1. | Lass die Sonne in dein Herz                                   | Bernd Meinunger                                       | Ralph Siegel   | 3:02 |
| B2. | Immer dabei                                                   | Werner Schüler                                        | Rainer Pietsch | 4:31 |

## Classements

### Classements hebdomadaires
| Classement (1987)                      | Meilleure position |
| -------------------------------------- | ------------------ |
| Allemagne (Media Control AG)           | 20                 |
| Autriche (Ö3 Austria Top 40)           | 18                 |
| Belgique (Flandre Ultratop 50 Singles) | 5                  |
| Pays-Bas (Nederlandse Top 40)          | 19                 |
| Pays-Bas (Single Top 100)              | 26                 |

## Historique de sortie
| Pays                  | Titre                           | Date | Format                  | Label           |
| --------------------- | ------------------------------- | ---- | ----------------------- | --------------- |
| Allemagne de l'Ouest, | Lass die Sonne in dein Herz     | 1987 | 45 tours                | Jupiter Records |
| Allemagne de l'Ouest, | Let the Sun Shine in Your Heart | 1987 | 45 tours, maxi 45 tours | Jupiter Records |
| Espagne               | Let the Sun Shine in Your Heart | 1987 | maxi 45 tours           | PDI             |
| Grèce                 | Let the Sun Shine in Your Heart | 1987 | maxi 45 tours           | Music-Box       |
| Italie                | Let the Sun Shine in Your Heart | 1987 | 45 tours                | CGD             |
| Pays-Bas              | Lass die Sonne in dein Herz     | 1987 | 45 tours                | Jupiter Records |
| Suède                 | Lass die Sonne in dein Herz     | 1987 | 45 tours                | Jupiter Records |